# 包考區
包考区（德頓語：Baukau），是東帝汶的一個區域，位於該國東部北海岸。首府同樣稱作包考（前稱 Vila Salazar）。當地人口為104,571（2004年統計），面積有1,494平方公里。有下級區域Baguia、包考、Laga、Quelicai、
Vemasse、Venilale（前稱Vila Viçosa）。區域劃分與殖民地時代沒有分別。該区北面為韋塔海峽，東面與勞滕区接壤，南面為維克克区，而西面是馬納圖托区。
除了德頓語和葡萄牙語兩個國家官方語言外，大部份的居民說Makasae巴不亞語。大部份的居民為天主教徒，少數穆斯林居住於那兒。
包考擁有全東帝汶最高度發展的農業。除了稻米和玉米為主要產品外，包考亦出產豆、花生、甘薯、椰子乾、桐樹及木薯，還飴養水牛及羊。運輸連接的缺少和不穏定的能源供應，都阻礙新興工業的發展。
日本人曾於二戰佔領Venilale其間，在那興建隧道。重建和復修Escola do Reino de Venilale（Venilale的王國的學校）是該市的一個持續計劃。
包考擁有廣闊的沙灘海岸，對於游泳和其他水上活動都很理想的。
包考的包考機場擁有全國最長的機場跑道，目前，帝力的尼古勞·洛巴托總統國際機場只適合較小的客機如波音737降落。該機場離包考市6公里。在1975年印尼入侵以及軍方接管前，包考機場是該國的主要機場。